# Gabriel Travaglini

a Compétitions nationales et continentales officielles uniquement.

b Matchs officiels uniquement.
Dernière mise à jour le 26 décembre 2024.
Gabriel Travaglini, né le 1er juillet 1958, est un joueur de rugby argentin, évoluant au poste de troisième ligne centre.

## Biographie
Gabriel Travaglini a connu 19 sélections internationales en équipe d'Argentine, il fait ses débuts  le 14 octobre 1978 contre l'équipe d'Angleterre A. Sa dernière apparition avec les Pumas a lieu le 1er juin 1987 contre la Nouvelle-Zélande. 
En 2022, il devient président de la fédération argentine de rugby à XV.

## Palmarès

### Sélections nationales
- 19 sélections en équipe d'Argentine entre 1978 et 1987
- Participation à la Coupe du monde 1987 : 3 matchs disputés comme titulaire, 1 essai inscrit.